# John Pringle

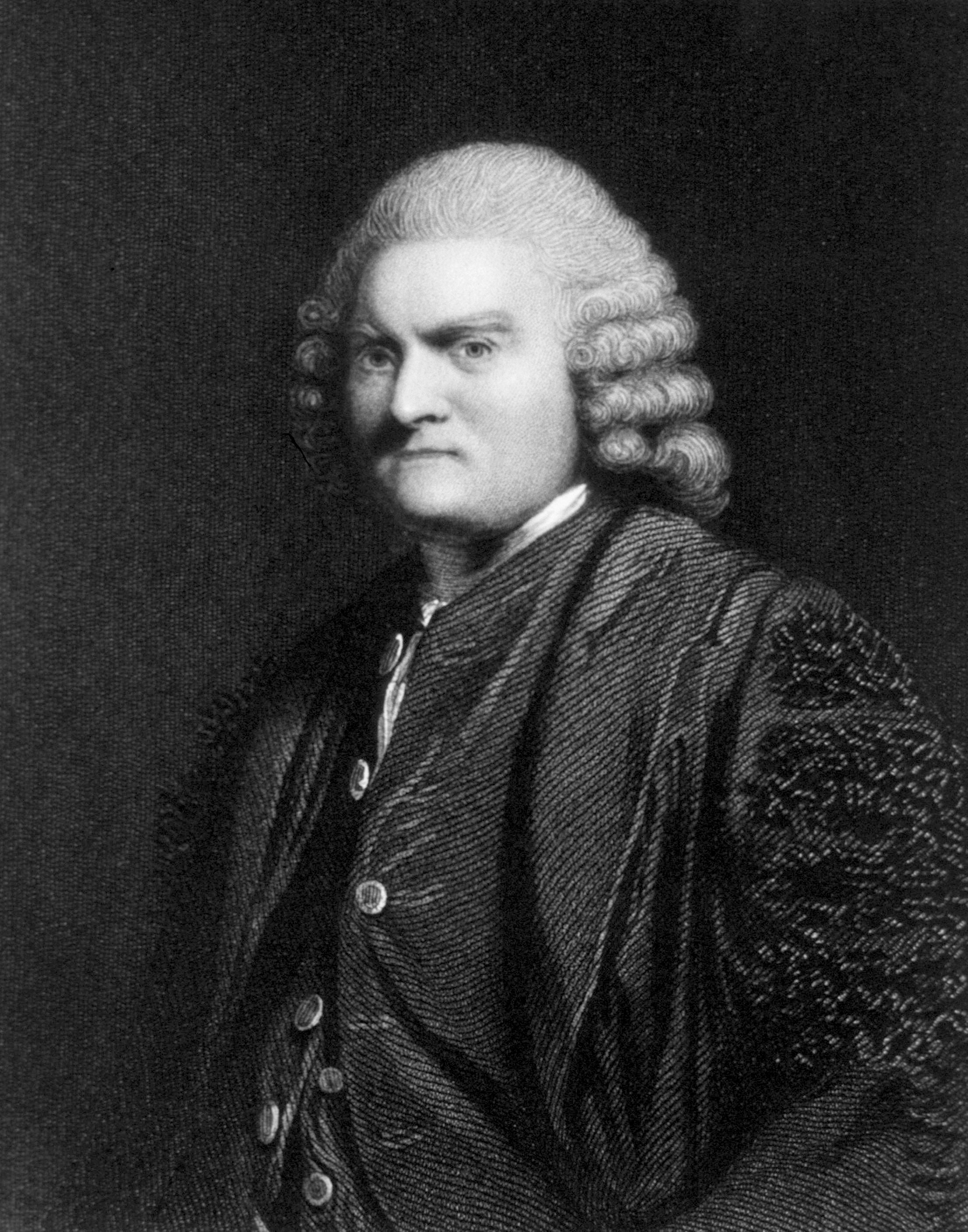
John Pringle

Sir John Pringle, 1. Baronet, PRS (* 10. April 1707 in Stichill (County Roxburghshire, Schottland); † 18. Januar 1782 in London) war ein britischer Arzt und Pionier der Militärhygiene.

## Leben und Wirken
John Pringle wurde als jüngster Sohn von Sir John Pringle, 2. Baronet (of Stichill) (1662–1721) und dessen Ehefrau Magdalene Elliot († 1739), Tochter des Sir Gilbert Eliott, 1. Baronet (of Stobs) († 1677), geboren.
Pringle studierte nur kurz Arzneikunde in St Andrews und wechselte dann an die Universität Leiden, um dort bei Herman Boerhaave Vorlesungen zu hören. Mit seiner Schrift de marcore selini wurde er dort am 20. Juli 1730 promoviert.
Er ließ sich in Edinburgh als Arzt nieder, gab diese Tätigkeit aber wegen Erfolglosigkeit und mangels Vermögen auf. Stattdessen lehrte er von 1733 bis 1742 an der Universität von Edinburgh als Professor der Moralphilosophie und Metaphysik.
Am 24. August 1742 erlöste ihn John Dalrymple, 2. Earl of Stair, Oberkommandierender der britischen Armee, und betraute ihn mit den Aufgaben eines Feldarztes. In der Schlacht von Dettingen erreichte Pringle durch eine gegenseitige Vereinbarung zwischen dem Earl of Stair und dem Kommandieren der französischen Armee, dem Herzog von Noailles, dass die Lazarette auf beiden Seiten nicht mehr so weit vom Lager entfernt aufgestellt wurden und so für Kranke und Verwundete ein bequemer zu erreichender Zufluchtsort geschaffen wurde. Bis zum 11. März 1744 diente er als Feldarzt, Oberaufseher über die Lazarette und später als erster Feldarzt in Flandern und von 1746 bis 1749 dann in England.
1749 ließ Pringle sich in der Pall Mall (London) nieder und wurde Leibarzt des Duke of Cumberland. Am 1. April 1752 heiratete er Charlotte Oliver. Am 5. Juni 1766 wurde ihm der erbliche Adelstitel eines Baronet, of Pall Mall in the City of Westminster, verliehen. Im selben Jahr wurde er zum auswärtigen Mitglied der Göttinger Akademie der Wissenschaften gewählt. 1777 wurde er Ehrenmitglied der Russischen Akademie der Wissenschaften in St. Petersburg und 1778 auswärtiges Mitglied der Académie des sciences.
Zu seinen Freunden gehörte der an Harnröhrenentzündungen leidende schottische Schriftsteller und Journalist James Boswell, der 1769 bis 1780 auch sein Patient war.
Im Jahr 1772 wurde Pringle zum Präsidenten der Royal Society gewählt; er war Förderer bedeutender Wissenschaftler, wie etwa Jan Ingenhousz. Nach fünf Jahren trat er aus Altersgründen zurück, zog nach Edinburgh, kehrte jedoch im September 1781 nach London zurück. Dort starb er wenige Monate später. Da seine Ehe kinderlos blieb, erlosch sein Adelstitel bei seinem Tod.
Ein Denkmal in der Westminster Abbey ehrt John Pringle.
Der Geologe Sir James Hall, 4. Baronet, war ein Großneffe von ihm.

## Wissenschaft – Militärmedizin – Antisepsis

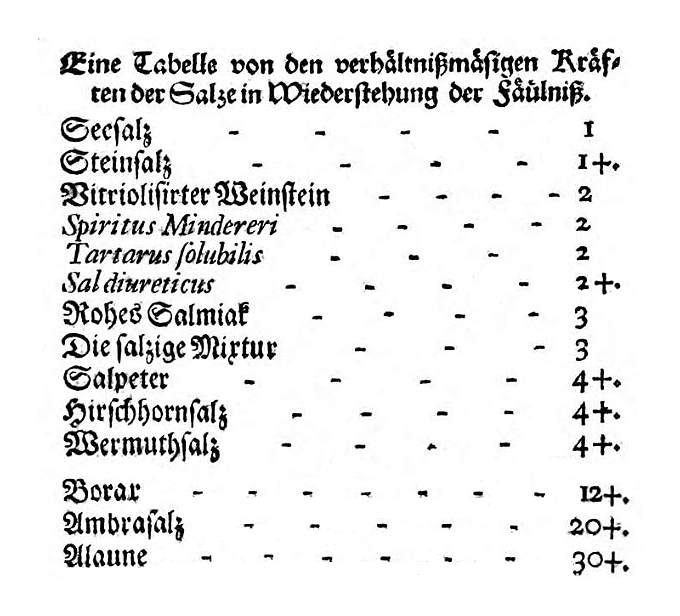
John Pringle 1750. Tabelle antiseptisch wirkender Substanzen Spiritus Mindereri (benannt nach Raymund Minderer) = essigsaures Ammoniak. Sal diureticus:

Seine erste wissenschaftliche Veröffentlichung erschien 1750 unter dem Titel Observations on the Nature and Cure of Hospital and Jayl Fevers. Im selben Jahr erschienen in den Philosophical Transactions der Royal Society drei Untersuchungen über Experiments upon Septic and Antiseptic Substances. Diese brachten ihm die Copley-Medaille ein. Zwei Jahre später veröffentlichte er seine Observations on the Diseases of the Army in Camp and Garrison. Seither wird er als Begründer der modernen Militärmedizin angesehen.
Er prägte den Begriff der Antisepsis und meinte damit die Wirkung von Fäulnis verhindernden Mitteln. Zur Untersuchung von Substanzen auf ihre fäulnishemmenden Eigenschaften entwickelte Pringle eine Versuchsanordnung, bei der er die fäulnishemmende Wirkung dieser Substanzen auf Rindfleisch unter standardisierten Bedingungen prüfte. Er ließ die mit reinem Quellwasser verdünnten Substanzen (Salze, Extrakte aus Pflanzenteilen …) auf frisches Rindfleisch einwirken, dessen Frische oder Fäulnisgrad er in festgesetzten Intervallen nach Augenschein und Geruch vergleichend registrierte.

## Würdigung
Er ist einer der 23 ursprünglichen Namen auf dem Fries der London School of Hygiene and Tropical Medicine, die Personen aufführen, die sich um öffentliche Gesundheit und Tropenmedizin verdient gemacht haben.

## Schriften (Auswahl)
- Some Experiments on Substances resisting Putrefacation. Read June 28, 1750. In: Philosophical Transactions of the Royal Society of London, Band 46, S. 480–488; archive.org. --- A Continuation of the Experiments on Substances resisting Putrefacation. Read November 1, 1750. In: Philosophical Transactions of the Royal Society of London, Band 46, S. 525–534; Textarchiv – Internet Archive. --- Further Experiments on Substances resisting Putrefacation; with Experiments upon the Means of hasting and promoting it. Read 15. November 1750. In: Philosophical Transactions of the Royal Society of London, Band 46, S. 550–558; Textarchiv – Internet Archive. Diese Beobachtungen nahm Pringle, erweitert durch vier weitere Beobachtungen aus den Jahren 1751 und 1752, auch als Anhang in sein 1752 erschienenes Werk Observations on the Diseases of the Army auf.[11]
- Observations on the nature and cure of Hospital and Jayl-Fevers in a letter to Dr. Mead. Millnar, London 1750 digitale-sammlungen.de
- Observations on the Diseases of the Army: in Camp and Garrison; In 3 Parts; With an appendix …  Millar, London 1752. 2. Auflage: 1753; digitale-sammlungen.de
  - Johann Ernst Greding (Übersetzer). Beobachtungen über die Krankheiten der Armee. Altenburg 1754; digitale-sammlungen.de
  - August Eberhard Brande (Übersetzer). Des Ritter Baronet Johann Pringle’s M.D. Mitgliedes der königl. Collegien der Aerzte zu London und Edinburgh; der kön. Gesellsch. zu London u. Göttingen, … Beobachtungen über die Krankheiten der Armee. Richterische Buchhandlung, Altenburg 1772; digitale-sammlungen.de
- Andrew Kippis: Six discourses, delivered by Sir John Pringle … when President of the Royal Society; on occasion of six annual assignments of Sir Godfrey Copley’s Medal. To which is prefixed the life of the author. London 1783; archive.org.